# Аґус Салім

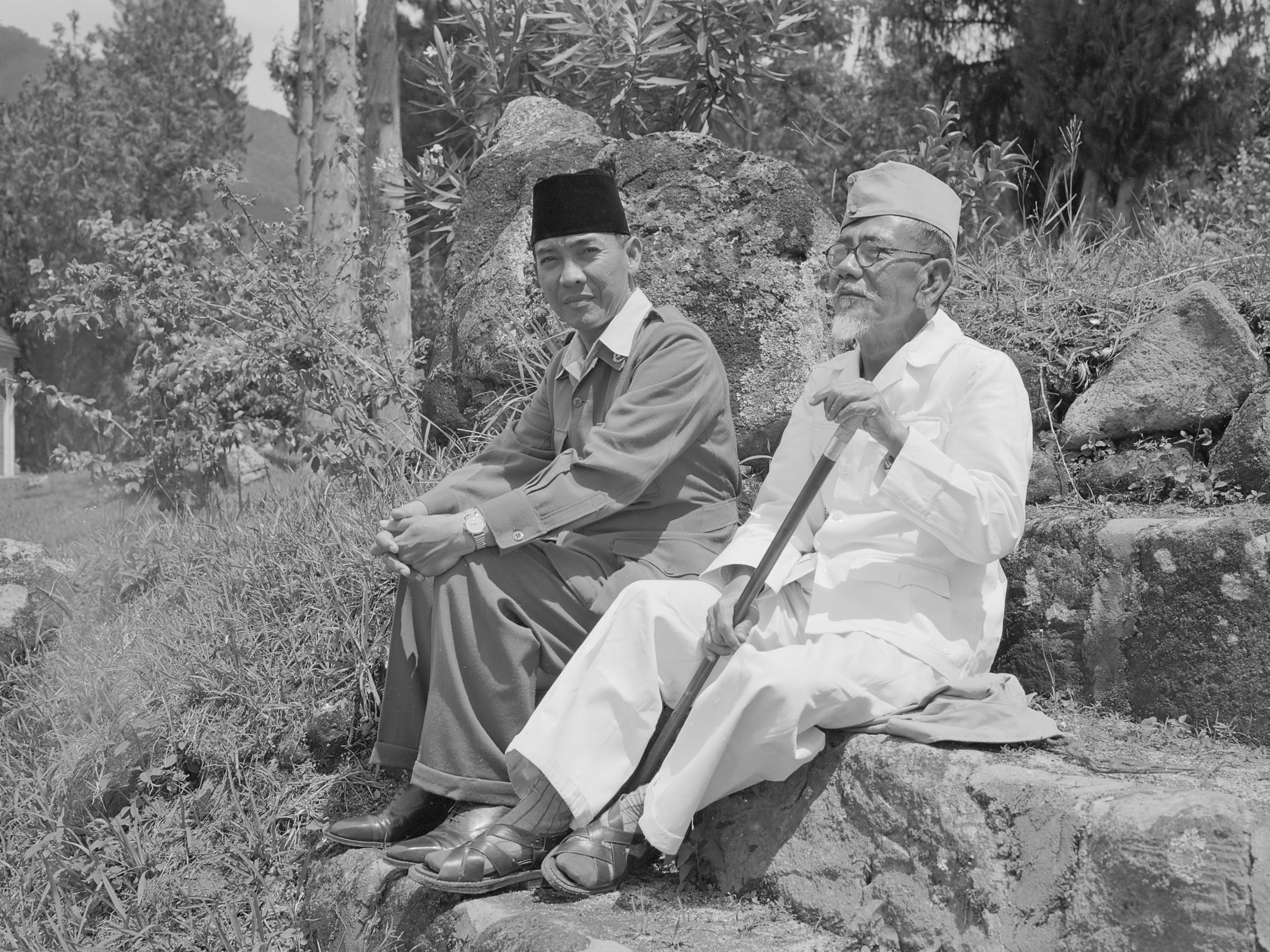
Аґус Салім (праворуч) і Сукарно у голландському полоні, 1949 рік

Аґус Салім (індонез. Agus Salim; * 8 жовтня 1884 — † 4 листопада 1954) — індонезійський політик. Один з організаторів та лідерів партії Сарекат Іслам та її представник у фольксрааді. В 1946–1947 роках обіймав посаду заступника міністра іноземних справ, в 1947–1949 роках — міністра іноземних справ Республіки Індонезія. Очолював індонезійську делегацію в країнах ісламського Сходу в 1946 році, представляв країну на міжазійській конференції в Делі у 1947 році.